# Springton
Springton – miasto w Australii, w stanie Australia Południowa.